# مفتش المباحث (فلم)
مفتش المباحث  فيلم موسيقي، استعراضي، وجريمة مصري عام 1959 للمخرج حسين فوزي الذي كتب القصة والسيناريو  وكتب الحوار السيد زيادة. في تجربة شريفة فاضل الأولى كبطلة ونجمة للأفلام الغنائية، مع يوسف وهبي ورشدي أباظة ونجوى فؤاد، وتدور الأحداث حول علاقة شاب مستهتر وشابة بلا خبرة ينتج عنها طفل ويتدخل مفتش المباحث لوضع الأمور في نصابها.
صدر الفيلم إلى دور العرض المصرية في 9 نوفمبر 1959.
منح موقع قاعدة بيانات الأفلام على الإنترنت (IMDB) الفيلم درجة 6.7/ 10.
منح موقع قاعدة بيانات الأفلام العربية «السينما.كوم» الفيلم درجة 5.4/ 10.

## طاقم التمثيل
- يوسف وهبي: في دور عادل (مفتش المباحث)
- شريفة فاضل: في دور هدى
- رشدي أباظة: في دور حسام عمر
- نجوى فؤاد: في دور إنعام (الراقصة)
- زينب صدقي: في دور الحاجة مبروكة

أنور محمد: في دور مفتش الصحة
عبد الحفيظ التطاوي: في دور الشيخ عمر (والد حسام)
زكريا سليمان: في دور زوج انعام الراقصة
- ثريا فخري: في دور والدة حسام
- عبد الحميد بدوي: في دور ناظر العزبة (والد هدى)
- رشدي المهدي: في دور قاطع التذاكر بالمحطة

بالاشتراك مع: أحمد سعيد

## أحداث الفيلم
يتعرف الشاب الطائش حسام عمر (رشدي أباظة) شاب طائش على هدى (شريفة فاضل) ابنة ناظر العزبة المجاورة في بلدتهم كفر عسل. تتطور العلاقة بينهم وتحمل هدى ولكن حسام يتخلى عنها. يقوم حسام بجمع إيراد حدائق الفاكهة التي يمتلكها والده ويلوذ بالفرار للقاهرة، بينما يحاول والد هدى (عبد الحميد بدوي) قتلها ليغسل عاره، ولكنها تتمكن من الهرب بينما يسقط والدها ميتاً من الصدمة. تلجأ هدى لأحد بيوت العزبة المجاورة، وتستضيفها الحاجة مبروكة (زينب صدقي) وهناك تضع مولودها. وفي القاهرة ينفق حسام أموال والده على ملذاته ويتعرف على الراقصة انعام (نجوى فؤاد) ويقيم معها علاقة رغم أنها متزوجة، وفي إحدى الأيام يفاجئهم زوجها عبد الواحد (زكريا سليمان) ويحاول قتلهم، إلا أن حسام يصارعه حتى تنطلق رصاصة في كتف الزوج، ويظن حسام أنه مات، ويسارع بالهروب متجها لبلدته، كفر عسل. وفى القطار يلتقي حسام مع مفتش المباحث عادل (يوسف وهبي) الذي كان متجها لبلدته لحضور حفل زواج شقيقته، ولكن حسام يظن أن المفتش يتعقبه للقبض عليه، فيحاول الهرب، وعندما يلاحظ مفتش المباحث ارتباك حسام، يلقي القبض عليه بعدما أعترف له بقتل الزوج بطريق الخطأ. يقرر المفتش تسليم حسام لأقرب نقطة شرطة، ولكن حسام يتمكن من الهرب ويلجأ لبيت الحاجة مبروكة للإختباء. يتقابل المفتش مع مفتش الصحة (أنور محمد) الذي كان متوجها لبيت الحاجة مبروكة لعلاج طفل هناك، ويصطحب المفتش في طريقه، ليتقابل الجميع بمنزل الحاجة مبروكة، ويعلم حسام أن هدى ضحيته قد وضعت مولودها، الذي هو في الحقيقة ابنه، ويطالبه المفتش بتصحيح خطأه بالزواج من هدى، ويسعى لمقابلة والد ووالدة حسام ويدعوهم للصفح عنه ومباركة زواجه من هدى. يتم زواج حسام من هدى، ثم يصطحبه المفتش لتسليمه لقسم الشرطة، ولكنه يكتشف ان الإصابة كانت سطحية وأن الزوج رفض تحرير محضر بالحادث بعد أن طلق انعام الراقصة وعاد لزوجته وأولاده. يدع المفتش حسام ليعود لزوجته وابنه الصغير، بينما يسرع المفتش ليلحق بحفل زفاف شقيقته.

## أغاني الفيلم
غنت شريفة فاضل 3 أغاني:
اللى انكتب عالجبين: كلمات محمود فهمي إبراهيم - لحن سيد مكاوي 
يا ابني يا ضنايا: كلمات السيد زيادة - لحن بليغ حمدي
الله الله: كلمات السيد زيادة - لحن بليغ حمدي 
رقصة الواد ده ماله: لحن أحمد فؤاد حسن 

## وصلات خارجية
- مفتش المباحث على موقع السينما
- مفتش المباحث على موقع imdb
- مفتش المباحث على موقع دهليز
- مفتش المباحث على موقع لتر بوكسد
- مفتش المباحث على موقع تراكت